# Ophiderma definita
Ophiderma definita är en insektsart som beskrevs av Robert E. Woodruff. Ophiderma definita ingår i släktet Ophiderma och familjen hornstritar. Inga underarter finns listade i Catalogue of Life.